# Cerimonia di apertura dei XX Giochi olimpici invernali
La cerimonia di apertura dei XX Giochi Olimpici Invernali si tenne il 10 febbraio 2006, alle 20:00 CET, presso lo Stadio Olimpico di Torino. L’evento fu seguito da 35.000 persone presenti nello stadio e da un pubblico televisivo di circa 2 miliardi di persone.
Venne realizzato da K-events (oggi Filmmaster Events), sotto la direzione artistica di Marco Balich, già autore dello spettacolo di presentazione delle Olimpiadi di Torino alla cerimonia di chiusura della precedente edizione, nel 2002 a Salt Lake City.
La cerimonia ebbe come tema la cultura e la storia della regione e dell'Italia. Ai momenti protocollari si alternarono segmenti artistici aventi come protagonisti diverse celebrità italiano dello sport, dello spettacolo e della moda. I Giochi vennero inaugurati ufficialmente dal Presidente della Repubblica Carlo Azeglio Ciampi.

## Produzione
Il tema della cerimonia è stato Passion Lives Here. Per l’occasione è stato allestito all’interno dello stadio un palcoscenico di circa sei mila metri quadri, chiamato “la Piazza”, al centro della quale si trovava una struttura circolare (chiamato mosh pit) che ha ospitato alcune parti dello spettacolo nella prima parte della cerimonia. Successivamente vi hanno preso posto gli atleti, simbolicamente e fisicamente al centro della cerimonia.
La cerimonia, condotta in inglese, francese (lingue ufficiali del Comitato Internazionale Olimpico) ed italiano, ha visto la partecipazione di 6.100 volontari e circa 240 artisti professionisti. La direzione dell'orchestra, così come la composizione delle musiche, è stata affidata al compositore Michele Centonze.

## Programma
Il preshow, condotto da Piero Chiambretti, iniziò alle ore 19.15 e alle ore 19.57 un video di omaggio alle precedenti edizioni dei Giochi olimpici invernali diede inizio al conto alla rovescia, da -30 a 0, accompagnato ad alta voce dal pubblico nello stadio.
Passion Lives Here (20.00–20.05)
La cerimonia venne aperta dal ginnasta Jury Chechi, in veste di "sciamano metropolitano" che batteva ripetutamente con un martello su un'incudine, che al risuonare di un gong uscivano grandi fiammate, per esprimere il carattere industriale della città di Torino. Altre fiamme scaturirono dal perimetro del palcoscenico e dal tetto dello stadio. Il colore dominante del segmento fu il rosso. Fecero poi il loro ingresso percussionisti, timpanisti, skateboarder e ballerini. Nel frattempo, la zona del mosh pit fu animata da uno spettacolo ispirato ai movimenti del nuoto sincronizzato. Con il ritmo della musica sempre più incalzante i performer si radunarono al centro del palco in diverse formazioni, prima a forma di spirale e poi di cuore stilizzato. Successivamente entrarono in scena le sei Scintille di Passione, simboli della cerimonia, pattinatori vestiti di rosso e con in testa un casco dal quale uscivano lunghe fiammate, espressione di stile, velocità ed energia. I costumi furono realizzati da Dainese.
Il Saluto delle Alpi (20.05–20.10)
L’atmosfera passò dal rosso al bianco per questo segmento di tributo alle nazioni che, insieme all'Italia, condividono la catena montuosa delle Alpi. Sette corni delle Alpi — rappresentanti Italia, Slovenia, Austria, Svizzera, Francia, Germania e Liechtenstein — entrarono in scena intonando l'inno occitano Se Chanta. I tredici milioni di abitanti delle zone alpine vennero rappresentati e omaggiati da danzatori a ritmo di valzer, statue di mucche e di alberi e gruppi folcloristici alpini. Entrarono in scena tre coppie di ballerini vestiti con abiti pezzati, accompagnati dal suono di campanacci forniti al pubblico nell'"audience kit". A concludere il segmento, sulle note dell'ouverture della Gazza Ladra di Rossini, entrarono in scena 50 danzatrici con enormi palloni bianchi in testa, a simboleggiare i fiocchi di neve. Intanto, nel mosh pit, venne rappresentato un fiocco di neve con delle torce elettriche.
Italia (20.10–20.16, ingresso del tricolore, delle autorità, ed esecuzione dell'inno nazionale)
Sulle note del tema di Amarcord di Nino Rota, il palco si illuminò con i colori del tricolore italiano (bianco, rosso e verde), ed entrarono in scena 24 atleti italiani. Dietro di loro fece il suo ingresso la modella torinese Carla Bruni, in abito disegnato da Giorgio Armani, portando con sé la bandiera italiana. Venne annunciato l’ingresso nella tribuna autorità del Presidente del Comitato Internazionale Olimpico, Jacques Rogge, e del Presidente della Repubblica, Carlo Azeglio Ciampi. Carla Bruni consegnò la bandiera ad un drappello dell’Arma dei Carabinieri, corpo di polizia fondato a Torino nel 1814, per l’alzabandiera, sulle note de Il Canto degli Italiani, inno nazionale composto da Goffredo Mameli. L’inno fu cantato, nella sua prima parte, da Eleonora Benetti, una bambina forlivese di nove anni vestita del tricolore, seguita da un coro comprendente sportivi italiani e allievi ufficiali della Guardia di Finanza.
Torino Città Olimpica (20.16–20.22)
Lo stadio si tinse di rosso e oro, e fecero il loro ingresso, sbucando dal mosh pit, 413 performer vestiti di bianco e con una torcia sulla testa. Lo scopo del segmento era rappresentare l’entusiasmo della città nella preparazione dei Giochi. Prima si disposero a rettangolo, poi a formare i numeri romani XX, ad indicare la ventesima edizione dei Giochi Olimpici Invernali, illuminando le torce sulla loro testa. Sotto la guida del coreografo americano Doug Jack si disposero a formare una coreografia di massa di un saltatore di sci. Stavolta i loro vestiti ricordavano quelli dei cinque cerchi olimpici. Concluso il "salto", vennero sparati coriandoli bianchi verso il pubblico, a simboleggiare la neve.
Spirito Olimpico (20.22–20.29)
Fecero nuovamente il loro ingresso le "Scintille di Passione", introducendo il nuovo segmento dedicato allo sport ed ai valori dell'olimpismo. Alcuni acrobati diedero il via ad una coreografia ancorati a tre grossi anelli metallici che salivano e scendevano lungo delle colonne. Sul finire della musica gli acrobati si sganciarono dagli anelli, mentre altri due si sollevarono per andare a formare il simbolo dei cinque cerchi olimpici. L’intera struttura venne illuminata dai fuochi d’artificio e dai colori della bandiera olimpica: azzurro, bianco (in luogo del nero), rosso, giallo e verde.
Eroi del nostro tempo (20.29–21.30, parata degli atleti)

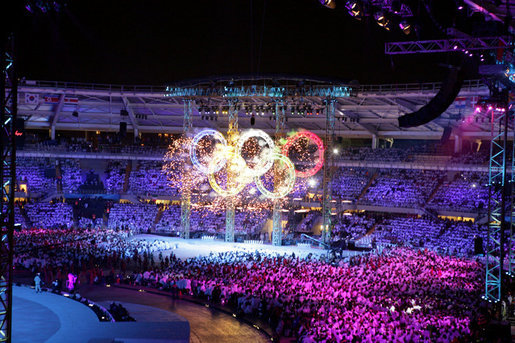
La coreografia dei cinque cerchi durante la cerimonia di apertura.

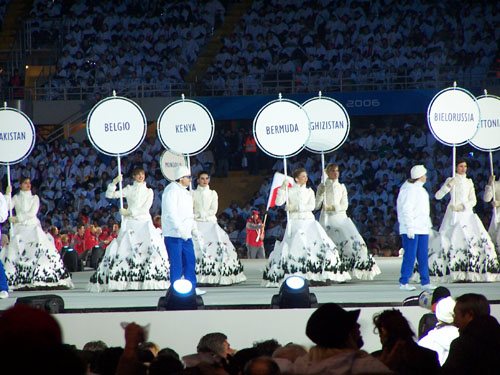
Gli atleti e la sfilata delle nazioni al centro della scena.

La struttura a cinque cerchi formata nel segmento precedente costituì un portale per l’ingresso degli atleti nello stadio. Come da Protocollo Olimpico la parata fu aperta dalla Grecia, patria della tradizione olimpica, seguita dalle altre delegazioni in ordine alfabetico. La sfilata venne chiusa dall’Italia, in qualità di Paese ospitante. Le 80 delegazioni, precedute da un portabandiera e da una porta-cartello in abito Moschino, furono annunciate prima in italiano, poi in inglese e francese. Per l'Italia la modella porta-cartello fu Edelfa Chiara Masciotta, Miss Italia 2005, nativa di Torino. La parata fu accompagnata da una selezione di successi pop degli anni 1970 e 1980, italiani ed internazionali. Gli atleti presero posto nel mosh pit, a simboleggiare la loro centralità nella cerimonia. Per la prima volta nella storia dei Giochi Olimpici invernali, Corea del Nord e Corea del Sud sfilarono sotto la dicitura "Corea", portando la bandiera di unificazione coreana. Era già successo nelle edizioni estive di Sydney 2000 e Atene 2004. Le due Nazioni hanno poi gareggiato separatamente.
| Ordine | Delegazione             | Codice | Portabandiera                | Sport del portabandiera |
| ------ | ----------------------- | ------ | ---------------------------- | ----------------------- |
| 1      | Grecia                  | GRE    | Eleftherios Fafalis          | Sci di fondo            |
| 2      | Albania                 | ALB    | Erjon Tola                   | Sci alpino              |
| 3      | Algeria                 | ALG    | Christelle Laura Douibi      | Sci alpino              |
| 4      | Andorra                 | AND    | Alex Antor                   | Sci alpino              |
| 5      | Argentina               | ARG    | Maria Belen Simari Birkner   | Sci alpino              |
| 6      | Armenia                 | ARM    | Vazgen Azroyan               | Pattinaggio di figura   |
| 7      | Australia               | AUS    | Alisa Camplin                | Freestyle               |
| 8      | Austria                 | AUT    | Renate Götschl               | Sci alpino              |
| 9      | Azerbaigian             | AZE    | Igor Lukanin                 | Pattinaggio di figura   |
| 10     | Belgio                  | BEL    | Kevin Van Der Perren         | Pattinaggio di figura   |
| 11     | Bermuda                 | BER    | Patrick Singleton            | Skeleton                |
| 12     | Bielorussia             | BLR    | Alexandre Popov              | Biathlon                |
| 13     | Bosnia ed Erzegovina    | BIH    | Aleksandra Vasiljević        | Biathlon                |
| 14     | Brasile                 | BRA    | Isabel Clark                 | Snowboard               |
| 15     | Bulgaria                | BUL    | Ekaterina Dafovska           | Biathlon                |
| 16     | Canada                  | CAN    | Danielle Goyette             | Hockey sul ghiaccio     |
| 17     | Rep. Ceca               | CZE    | Martina Sáblíková            | Pattinaggio di velocità |
| 18     | Cile                    | CHI    | Daniela Anguita              | Sci alpino              |
| 19     | Cina                    | CHN    | Yang Yang                    | Short track             |
| 20     | Cipro                   | CYP    | Theodoros Christodoulou      | Sci alpino              |
| 21     | Corea                   | PRK    | Jong-In Han (Corea del Nord) | Pattinaggio di figura   |
| 21     | Corea                   | KOR    | Bora Lee (Corea del Sud)     | Pattinaggio di velocità |
| 22     | Costa Rica              | CRC    | Arthur James Barton          | Sci di fondo            |
| 23     | Croazia                 | CRO    | Janica Kostelić              | Sci alpino              |
| 24     | Danimarca               | DEN    | Dorthe Holm                  | Curling                 |
| 25     | Estonia                 | EST    | Eveli Saue                   | Biathlon                |
| 26     | Etiopia                 | ETH    | Robel Teklemariam            | Sci di fondo            |
| 27     | Macedonia               | MKD    | Gorgi Markovski              | Sci alpino              |
| 28     | Finlandia               | FIN    | Janne Lahtela                | Freestyle               |
| 29     | Francia                 | FRA    | Bruno Mingeon                | Bob                     |
| 30     | Georgia                 | GEO    | Vakhtang Murvanidze          | Pattinaggio di figura   |
| 31     | Germania                | GER    | Kati Wilhelm                 | Biathlon                |
| 32     | Giappone                | JPN    | Joji Kato                    | Pattinaggio di velocità |
| 33     | Regno Unito             | GBR    | Rhona Martin                 | Curling                 |
| 34     | Hong Kong               | HKG    | Yueshuang Han                | Short track             |
| 35     | India                   | IND    | Neha Ahuja                   | Sci alpino              |
| 36     | Iran                    | IRI    | Saveh Shemshaki Shemshaki    | Sci alpino              |
| 37     | Irlanda                 | IRL    | Kirsten McGarry              | Sci alpino              |
| 38     | Islanda                 | ISL    | Dagny Kristjansdottir        | Sci alpino              |
| 39     | Isole Vergini Americane | ISV    | Anne Abernathy               | Slittino                |
| 40     | Israele                 | ISR    | Galit Chait                  | Pattinaggio di figura   |
| 41     | Kazakistan              | KAZ    | Alexandr Koreshkov           | Hockey sul ghiaccio     |
| 42     | Kenya                   | KEN    | Phillip Boit                 | Sci di fondo            |
| 43     | Kirghizistan            | KGZ    | Ivan Borisov                 | Sci alpino              |
| 44     | Lettonia                | LAT    | Arturs Irbe                  | Hockey sul ghiaccio     |
| 45     | Libano                  | LIB    | Edmond Keiroue               | Sci alpino              |
| 46     | Liechtenstein           | LIE    | Jessica Walter               | Sci alpino              |
| 47     | Lituania                | LTU    | Vida Vencienė                | Sci di fondo            |
| 48     | Lussemburgo             | LUX    | Fleur Maxwell                | Pattinaggio di figura   |
| 49     | Madagascar              | MAD    | Mathieu Razanakolona         | Sci alpino              |
| 50     | Moldavia                | MDA    | Natalia Levtchenkova         | Biathlon                |
| 51     | Monaco                  | MON    | Patrice Servelle             | Bob                     |
| 52     | Mongolia                | MGL    | Khurel Baatar Khash-Erdene   | Sci di fondo            |
| 53     | Nepal                   | NEP    | Dachhiri Sherpa              | Sci di fondo            |
| 54     | Norvegia                | NOR    | Pål Trulsen                  | Curling                 |
| 55     | Nuova Zelanda           | NZL    | Sean Becker                  | Curling                 |
| 56     | Paesi Bassi             | NED    | Jan Bos                      | Pattinaggio di velocità |
| 57     | Polonia                 | POL    | Jagna Marczulajtis           | Snowboard               |
| 58     | Portogallo              | POR    | Danny Silva                  | Sci di fondo            |
| 59     | Romania                 | ROU    | Chiper Gheorghe              | Pattinaggio di figura   |
| 60     | Russia                  | RUS    | Dmitry Dorofeev              | Pattinaggio di velocità |
| 61     | San Marino              | SMR    | Marino Cardelli              | Sci alpino              |
| 62     | Senegal                 | SEN    | Leyti Seck                   | Sci alpino              |
| 63     | Serbia e Montenegro     | SCG    | Jelena Lolović               | Sci alpino              |
| 64     | Slovacchia              | SVK    | Walter Marx                  | Slittino                |
| 65     | Slovenia                | SLO    | Tadeja Brankovič             | Biathlon                |
| 66     | Spagna                  | ESP    | María José Rienda            | Sci alpino              |
| 67     | Stati Uniti             | USA    | Chris Witty                  | Pattinaggio di velocità |
| 68     | Sudafrica               | RSA    | Alexander Heath              | Sci alpino              |
| 69     | Svezia                  | SWE    | Anja Pärson                  | Sci alpino              |
| 70     | Svizzera                | SUI    | Philipp Schoch               | Snowboard               |
| 71     | Tagikistan              | TJK    | Andrei Drygin                | Sci alpino              |
| 72     | Taipei cinese           | TPE    | Chih-Hung Ma                 | Slittino                |
| 73     | Thailandia              | THA    | Prawat Nagvajara             | Sci di fondo            |
| 74     | Turchia                 | TUR    | Tugba Karademir              | Pattinaggio di figura   |
| 75     | Ucraina                 | UKR    | Natalia Yakushenko           | Slittino                |
| 76     | Ungheria                | HUN    | Rozsa Darazs                 | Short track             |
| 77     | Uzbekistan              | UZB    | Kayrat Ermetov               | Sci alpino              |
| 78     | Venezuela               | VEN    | Werner Hoeger                | Slittino                |
| 79     | Italia                  | ITA    | Carolina Kostner             | Pattinaggio di figura   |

Passione Italiana: Dal Rinascimento al Barocco (21.30–21.47)

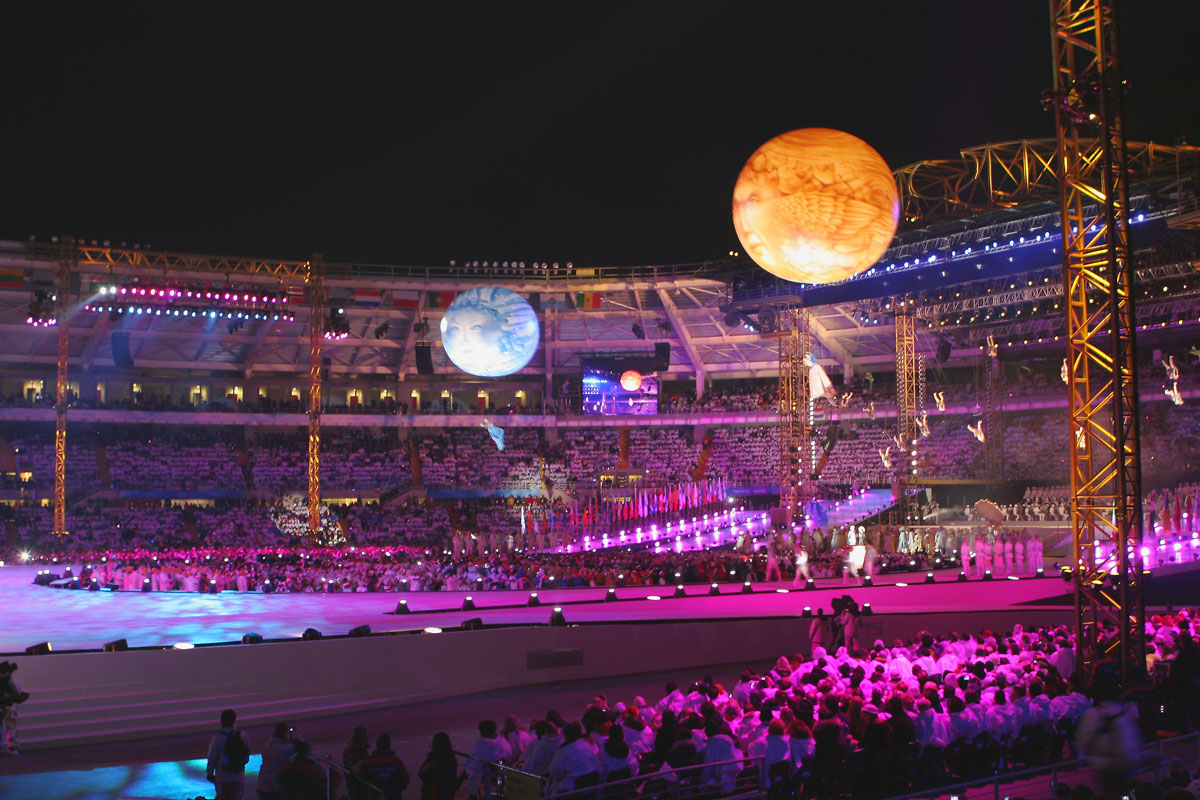
Le due enormi sfere volanti, rappresentati il Sole e la Luna, a concludere il segmento, insieme ai fuochi d’artificio,.

Entrò in scena Giorgio Albertazzi, accompagnato da un enorme libro, ed interpretò il Canto di Ulisse della Divina Commedia di Dante Alighieri. Il passaggio dal Medioevo al Rinascimento fu segnato da un’esibizione degli sbandieratori. Venne allestito sul palco un "giardino all’italiana" che anticipò l’ingresso del "Principe della cerimonia", interpretato da Adriano Giannini, accompagnato dalla sua corte. La scena fu accompagnata da costumi creati dal premio Oscar Gabriella Pescucci. Entrarono sul palco dieci crinoline alte quattro metri, carri con scene arcimboldesche e tavoli con banchetti rinascimentali, dando vita ad uno spettacolo in cui andò in scena la bellezza e l’arte: passioni italiane che hanno generato una lunga storia di maestri e capolavori. La modella ceca Eva Herzigová personificò la Nascita di Venere, opera di Sandro Botticelli, uscendo da un’enorme conchiglia marina. La scena venne accompagnata da una danza aerea di Zefiro e Aura. Due enormi sfere volanti, rappresentati il Sole e la Luna, conclusero il segmento insieme ai fuochi d’artificio, segnando il passaggio al barocco.
Dal Futurismo al Futuro (21.47–21.57)
L’"Eroe Futurista", interpretato dal ballerino Roberto Bolle in un costume deperiano, entrò in scena per omaggiare l’ultima avanguardia italiana. Venne portata sul palco una riproduzione dorata della scultura Forme uniche della continuità nello spazio di Umberto Boccioni, che coinvolse il ballerino in una coreografia. Mentre l’Eroe si spogliava del suo abito per rivelare una tuta bianca con una riproduzione dell’apparato circolatorio, fecero il loro ingresso sei grandi strutture-ballerine, ognuna contenente 11 danzatrici. Il ritmo della musica techno accompagnò la scena. La coreografia venne curata da Enzo Cosimi, con le musiche del dj Richie Hawtin. Le sei strutture si dispsero intorno all’Eroe Futurista e ne uscirono alcune danzatrici che lo accompagnarono nella coreografia. Un esercito di ballerini anticipò l’ingresso sul palco dei cinque Carri della Velocità, simili a delle motociclette, per omaggiare la cultura futurista dei motori e della velocità.
Pit-Stop (21.57–21.59)
Lo stadio si tinse di rosso e dal lift del palco fece il suo ingresso una Ferrari da Formula 1, guidata dal pilota collaudatore Luca Badoer. Dopo un “pit-stop” in cui furono montati sulla monoposto il musetto e gli pneumatici con il logo “Torino 2006”, la macchina sgommò in testacoda, omaggiando l’Italia dei motori. Il segmento si concluse con fuochi d’artificio rossi che illuminarono lo stadio.
Parole e Simboli (21.59–22.22, discorsi ufficiali, apertura dei Giochi, bandiera ed inno olimpico, giuramenti)

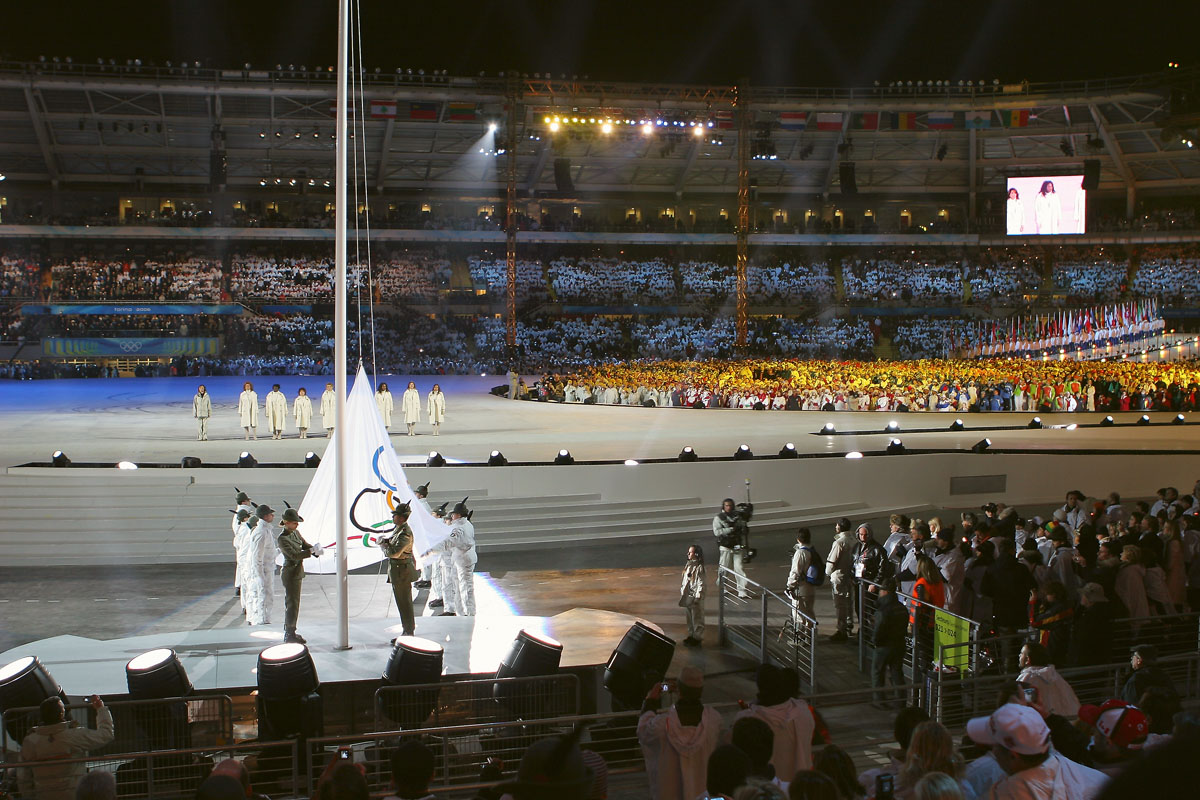
L'alzabandiera della bandiera olimpica.

Presero la parola le autorità, parlando dal centro del mosh pit; dapprima il presidente del TOROC (il comitato organizzatore), Valentino Castellani, che ha affermò: "Torino è fiera di diventare la città di tutti, la vostra città, la vostra casa". Fu poi il turno del Presidente del CIO Jacques Rogge che, parlando anche in italiano, ringraziò i volontari: "Rendete i Giochi quella magia che tutti noi desideriamo, non solo con i vostri risultati, ma soprattutto attraverso il vostro comportamento" e usò l'italiano per invitare il capo dello Stato italiano a dichiarare aperti i Giochi: "Adesso ho l'onore di chiedere al Presidente della Repubblica Italiana di voler dichiarare aperti i XX Giochi Olimpici Invernali di Torino! Grazie, Torino! Grazie, Italia!"

Alle ore 22:10 il Presidente della Repubblica Carlo Azeglio Ciampi dichiarò aperti i Giochi con la tradizionale formula di rito: 
“Dichiaro aperta a Torino la celebrazione dei ventesimi Giochi Olimpici Invernali”.
Sulle note della Marcia Trionfale dell'Aida fece poi il suo ingresso la Bandiera Olimpica, portata per l’occasione da otto donne, note a livello internazionale per il loro impegno a favore della pace o per i loro successi sportivi. Le otto donne, diverse per origine, cultura e impegno, furono scelte in rappresentanza di tutte le donne del mondo come simbolo di pace, tolleranza e dialogo tra i popoli.
- Sophia Loren, italiana, attrice e ambasciatrice dell'UNHCR;
- Isabel Allende, cilena, scrittrice;
- Nawal El Moutawakel, marocchina, membro del CIO e prima donna musulmana a vincere un oro olimpico;
- Susan Sarandon, statunitense, attrice ed ambasciatrice dell'UNICEF;
- Wangari Maathai, kenyota, premio Nobel per la Pace del 2004;
- Manuela Di Centa, italiana, vincitrice di sette medaglie olimpiche nello sci di fondo;
- Maria de Lurdes Mutola, mozambicana, prima mezzofondista del Mozambico a vincere un oro olimpico;
- Somaly Mam, cambogiana, attivista per i diritti umani.

La bandiera venne consegnata ad un drappello degli Alpini composto da dodici soldati per l’alzabandiera, accompagnato da una versione strumentale dell'inno olimpico. Claudio Baglioni diresse l’esecuzione di Va’, inno ufficiale dei Giochi, mentre le bandiere delle nazioni partecipanti furono fatte sfilare sul palco. Il giuramento degli atleti venne recitato dallo sciatore italiano Giorgio Rocca, e quello dei giudici da Fabio Bianchetti, di pattinaggio. A sorreggere la bandiera olimpica su cui giurarono fu l'ex sciatrice alpina Giuliana Minuzzo, che aveva prestato il giuramento degli atleti a Cortina 1956, prima donna nella storia dei Giochi olimpici ad avere tale onore.
Pace (22.22–22.31)
Venne issata sul palco una rete su cui 28 acrobati vestiti di bianco eseguirono una coreografia aerea. Alla fine gli acrobati si radunarono a formare una colomba, simbolo universale di pace. Yōko Ono, vedova dell'ex-Beatles John Lennon, lesse un appello per la pace, seguito dall'esecuzione di Imagine, la più celebre canzone di Lennon, cantata da Peter Gabriel, leader storico dei Genesis.
Accendi la Passione (22.31–22.38, accensione del braciere olimpico)

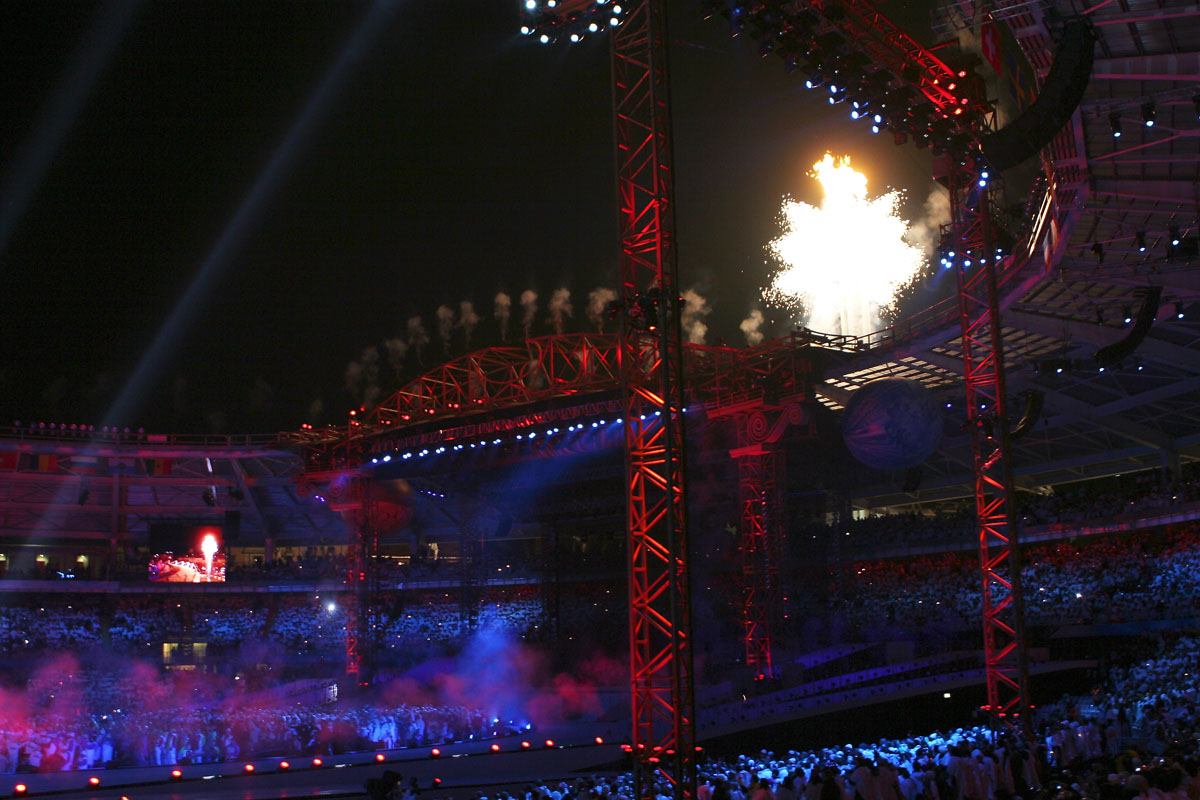
Il momento di accensione del braciere olimpico, fuori lo stadio.

Il segmento fu quello dell’ingresso nello stadio della torcia olimpica, disegnata da Pininfarina. A portarla nello stadio fu lo sciatore vincitore di cinque medaglie olimpiche Alberto Tomba; questi la cedette ai quattro componenti della staffetta italiana 4x10 di sci di fondo che vinsero la medaglia d'oro ai Giochi di Lillehammer 1994 (Maurilio De Zolt, Marco Albarello, Giorgio Vanzetta, Silvio Fauner). La torcia fu poi passata allo sciatore piemontese Piero Gros, oro nello slalom a Innsbruck 1976, che la cedette a sua volta a Deborah Compagnoni (vincitrice di 3 ori nel '92, '94, '98), che infine la consegnò all'ultimo tedoforo, Stefania Belmondo, l'atleta italiana che ha vinto il maggior numero di medaglie olimpiche (10), che ebbe l'onore di accendere il braciere olimpico, anch'esso disegnato da Pininfarina. L’accensione fu indiretta, in quanto la Belmondo poggiò la fiamma su un archetto posto al centro del palco, dando il via ad una complessa sequenza di fuochi d’artificio e scintille che portarono la fiamma in cima al braciere, alto 57 metri (il più alto nella storia dei Giochi), posto fuori lo stadio.
Fortissimo (22.38–22.44)

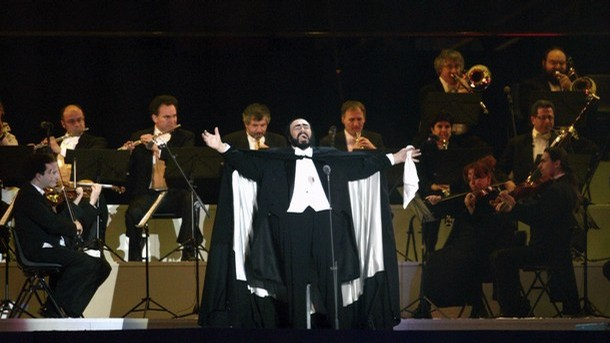
L'ultima esibizione in assoluto del tenore Luciano Pavarotti avvenuta a Torino

Il palco venne trasformato in un teatro lirico, con tanto di sipario, su cui si esibì il tenore Luciano Pavarotti nella celebre romanza del Nessun Dorma, tratta dalla Turandot di Giacomo Puccini. L’esibizione fu seguita da uno spettacolo pirotecnico, a conclusione della cerimonia. Quella della cerimonia di apertura fu l’ultima esibizione dal vivo del tenore modenese, che sarebbe scomparso poco più di un anno dopo, il 6 settembre 2007.

## Personalità presenti
Oltre a molte cariche pubbliche cittadine e nazionali e ai membri del CIO, erano presenti alla cerimonia:
- Jacques Rogge, Presidente del Comitato Internazionale Olimpico
- Juan Antonio Samaranch, ex-Presidente del Comitato Internazionale Olimpico (1980-2001) e poi Presidente Onorario
- Carlo Azeglio Ciampi, Presidente della Repubblica Italiana
- Valentino Castellani, Presidente del Comitato Organizzatore Torino 2006
- Sergio Chiamparino, Sindaco di Torino
- Kofi Annan, Segretario Generale delle Nazioni Unite
- José Manuel Barroso, Presidente della Commissione Europea
- Cherie Blair, moglie dell'allora Primo Ministro Inglese Tony Blair
- Laura Bush, First Lady degli Stati Uniti, insieme alla figlia Barbara.
- Gianna Angelopoulos-Daskalaki, Presidente del Comitato Organizzatore delle Olimpiadi di Atene 2004
- Besir Atalay, Vice Primo Ministro della Turchia
- Harald V, Re di Norvegia insieme alla Regina Sojna
- Carlo XVI Gustavo di Svezia, Re di Svezia
- Federico di Danimarca, Principe Ereditario di Danimarca
- Alberto II, Principe Sovrano di Monaco
- Enrico di Lussemburgo, Granduca di Lussemburgo
- Horst Köhler, Presidente Federale della Germania
- Jean-Pierre Raffarin, Primo Ministro di Francia
- Kazimierz Marcinkiewicz, Primo Ministro della Polonia
- Guglielmo Alessandro dei Paesi Bassi, Principe d'Olanda
- Juan Carlos I, Re di Spagna
- Mitt Romney, Presidente del Comitato Organizzatore delle Olimpiadi Invernali di Salt Lake City 2002 e Governatore del Massachusetts
- Tarja Halonen, Presidente della Finlandia e Matti Vanhanen, Primo Ministro
- Ivan Gašparovič, Presidente della Slovacchia
- Paul Kagame, Presidente del Rwanda
- Otmar Hasler, Primo Ministro del Liechtenstein
- Gordon Campbell, Primo Ministro della Columbia Britannica, la provincia canadese che ha ospitato i XXI Giochi Olimpici Invernali nel 2010
- Michaëlle Jean, Governatore Generale del Canada
- Rita Levi-Montalcini, premio Nobel per la medicina e senatrice a vita
- Luca di Montezemolo, Presidente e Amministratore Delegato di Ferrari e Presidente di FIAT

Il Presidente del Consiglio dei Ministri Silvio Berlusconi non era presente, tuttavia ha presenziato alla cerimonia di chiusura il 26 febbraio.